# Monellia medina
Monellia medina är en insektsart som beskrevs av Bissell 1978. Monellia medina ingår i släktet Monellia och familjen långrörsbladlöss. Inga underarter finns listade i Catalogue of Life.